# ELinks
ELinks — текстовий вебоглядач (браузер). Розробка оглядача почалася 2001 року і позиціонувалася як експериментальне відгалуження проєкту Links, тому раніше літера «E» розшифровувалася як Experimental (укр. експеримент). Але надалі ім'я було змінене на Enhanced/Extended (укр. розширений). Через брак часу 1 вересня 2004 року Пітер Баудіш передав керування проєктом данському розробнику Джону Фонсеца, а сам повністю занурився в написання нового коду для ELinks.

## Підтримує
- таблиці
- фрейми
- палітру кольорів з 16, 88 або 256 кольорів
- HTTP
- HTTPS
- FTP
- proxy
- cookies
- фонові завантаження з оповіщенням про закінчення завантаження
- користувальницькі протоколи: IRC, mailto, telnet, а також NNTP і Gopher

Частково реалізована підтримка каскадних таблиць стилів CSS і ECMAScript, також присутня підтримка вкладок та повна підтримка введення/виведення UTF-8. Можливе написання сценаріїв на мовах Perl, Ruby, Lua і GNU Guile. Є підтримка протоколу IPv6.
Починаючи з версії ELinks 0.11.5 підтримка libgnutls-openssl була відключена, через те що вихідний код GnuTLS версії 2.2.0 і вище, поширюється під ліцензією несумісною з ліцензією GPL v2.